# Colorazione di Giemsa

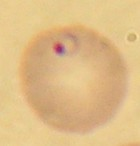
Immagine al microscopio di Plasmodium falciparum con colorazione di Giemsa.

La colorazione di Giemsa si basa sulla differenziazione dei costituenti cellulari che hanno reazione basica, i quali fissano l'eosina (acida) colorandosi in rosso-arancio. Gli altri componenti cellulari aventi reazione acida si colorano in blu, con i prodotti di ossidazione del blu di metilene azzurri (basici).
La colorazione di Giemsa è un sistema che viene utilizzato anche in parassitologia al fine di individuare parassiti. Nella citogenetica, invece la colorazione Giemsa è utilizzata per effettuare i bandeggi cromosomici.

## Etimologia
Il nome deriva da Gustav Giemsa, 1867-1948 un chimico tedesco, che sviluppò il procedimento nel 1904, apportando miglioramenti al metodo di Romanowsky allora in uso.

## Utilizzi
È specifico per i gruppi fosfato del DNA e si attacca alle regioni del DNA in cui vi sono elevate quantità di legame adenina-timina. La colorazione di Giemsa è usata nella banda di Giemsa, comunemente chiamata banda di G, per colorare i cromosomi e spesso usata per creare un cariogramma (mappa cromosomica). Può identificare aberrazioni cromosomiche come traslocazioni e riarrangiamenti.
È utilizzata per la colorazione del trofozoite Trichomonas vaginalis, che presenta colorazione verdastra .
La colorazione Giemsa è anche una colorazione differenziale, come quando viene combinata con la colorazione Wright per formare la colorazione Wright-Giemsa. Può essere usato per studiare l'aderenza dei batteri patogeni alle cellule umane. Colora in modo differenziato rispettivamente le cellule umane e batteriche viola e rosa. Può essere utilizzato per la diagnosi istopatologica della malaria e di alcuni altri parassiti del sangue spirochete e protozoo. È anche usato nella colorazione cellulare del Wolbachia che infetta la Drosophila melanogaster.
La macchia di Giemsa è una classica colorazione per gli strisci di sangue periferico e campioni di midollo osseo. Gli eritrociti si colorano di rosa, le piastrine mostrano un rosa pallido chiaro, il citoplasma dei linfociti si colora di blu, il citoplasma dei monociti si colora di blu pallido e la cromatina nucleare dei leucociti si colora di magenta. Viene anche utilizzato per visualizzare la classica forma a "spilla da balia" della Yersinia pestis.
La colorazione di Giemsa viene anche utilizzata per visualizzare i cromosomi. Ciò è particolarmente rilevante per la rilevazione dell'infezione da citomegalovirus, in cui il reperto classico è l'inclusione virale "occhio di gufo".
La colorazione Giemsa è utilizzata per colorare il fungo istoplasma, per evidenziare i trofozoiti di Pneumocistis, la clamydia e può essere utilizzato per identificare i mastociti.
Il sistema viene utilizzato per diagnosticare malattie parassitarie come la malaria tramite analisi del sangue effettuate al microscopio. Viene anche utilizzato per la conta differenziale dei leucociti.

## Procedimento
- Si depositi una goccia di sangue vicino al bordo di un vetrino portaoggetto e si effettui uno striscio su vetrino che andrà fatto asciugare bene all'aria. Si versino sullo striscio tante gocce di liquido di May-Grünwald sufficienti per ricoprirlo e si attenda 3 minuti.
- Qui si ha il fissaggio dello striscio perché i coloranti sono in soluzione di alcool metilico (CH3OH).
- Si diluisca il colorante direttamente sopra allo striscio aggiungendo tante gocce di acqua distillata quante erano quelle di colorante e si lasci agire per 3 minuti: in questa fase si ha la dissociazione dell'eosinato di blu di metilene in eosina (colorante acido) e blu di metilene (colorante basico).
- L'eosina colorerà (si legherà ) le strutture basiche, mentre il blu di metilene quelle acide (ad es. i nuclei).
- Far scolare il colorante inclinando il vetrino. Si cosparga il vetrino con una soluzione di Giemsa e acqua distillata (diluizione 1:10). Lasciar agire il colorante per 10-20 minuti.
- Si lavi il vetrino abbondantemente con acqua.
- Si lasci asciugare all'aria il vetrino.
- La faccia inferiore del vetrino (quella senza striscio), può essere asciugata con carta assorbente.

Lo striscio è pronto per essere osservato.